# Bertrada Laonska
Bertrada Laonska, poznata i kao Bertrada Mlađa ili Berta Širokih Stopala, bila je franačka kraljica. Rođena je u Laonu te je bila kći Herberta Laonskog. Nazvana po svojoj baki, Bertrada je bila supruga Pipina Malog.
Nejasno je je li Bertrada bila jedina supruga Pipina Malog. Par je bio blisko povezan. Bertrada je bila majka Karla Velikog, Karlomana i Gizele.
Bertrada je umrla 12. srpnja 783. godine.